# Parmesão
O parmesão é um tipo de queijo italiano, com denominação de origem controlada conhecida como Parmigiano-Reggiano. Devido a sua popularidade na culinária, este tipo de queijo foi copiado e é produzido em regiões com presença de colônias italianas como o Brasil e os Estados Unidos, o que tem gerado disputas legais quanto ao uso da marca.
Por ser um produto de Denominação de Origem Protegida, a marca Parmigiano-Reggiano, legalmente, só pode ser usada em queijos produzidos na região de Parma, Reggio Emilia, Módena, Bolonha e Mântua (ao sul do rio Pó), enquanto que a sua contraparte produzida a norte do Pó é o Grana Padano.
Atualmente, grande parte da produção desse queijo é feita com o leite de vacas da raça Holstein-Frísia, introduzidas no território por volta do ano 900, mas a vaca mais adaptada à sua produção dele é a vermelha da raça reggiana, animal com tripla aplicação (leite, trabalho e carne).

## História
O parmesão vem do suíço sbrinz. Durante a Idade Média, o sbrinz foi transportado da Suíça para a Itália através dos Alpes. O queijo era chamado de spalenkäse naquela época, antes de assumir o nome de sbrinz no século XVI. Os queijeiros suíços estabeleceram-se na Itália e deram origem ao parmesão, feito com a mesma técnica do sbrinz.

## Características
O queijo parmesão deve possuir as seguintes características: 
- Consistência: dura
- Textura: compacta, consistente, superfície de fratura granulosa.
- Cor: ligeiramente amarelada
- Sabor: adocicado, ligeiramente picante.
- Odor: suave para forte.
- Crosta: firme, lisa, não pegajosa.

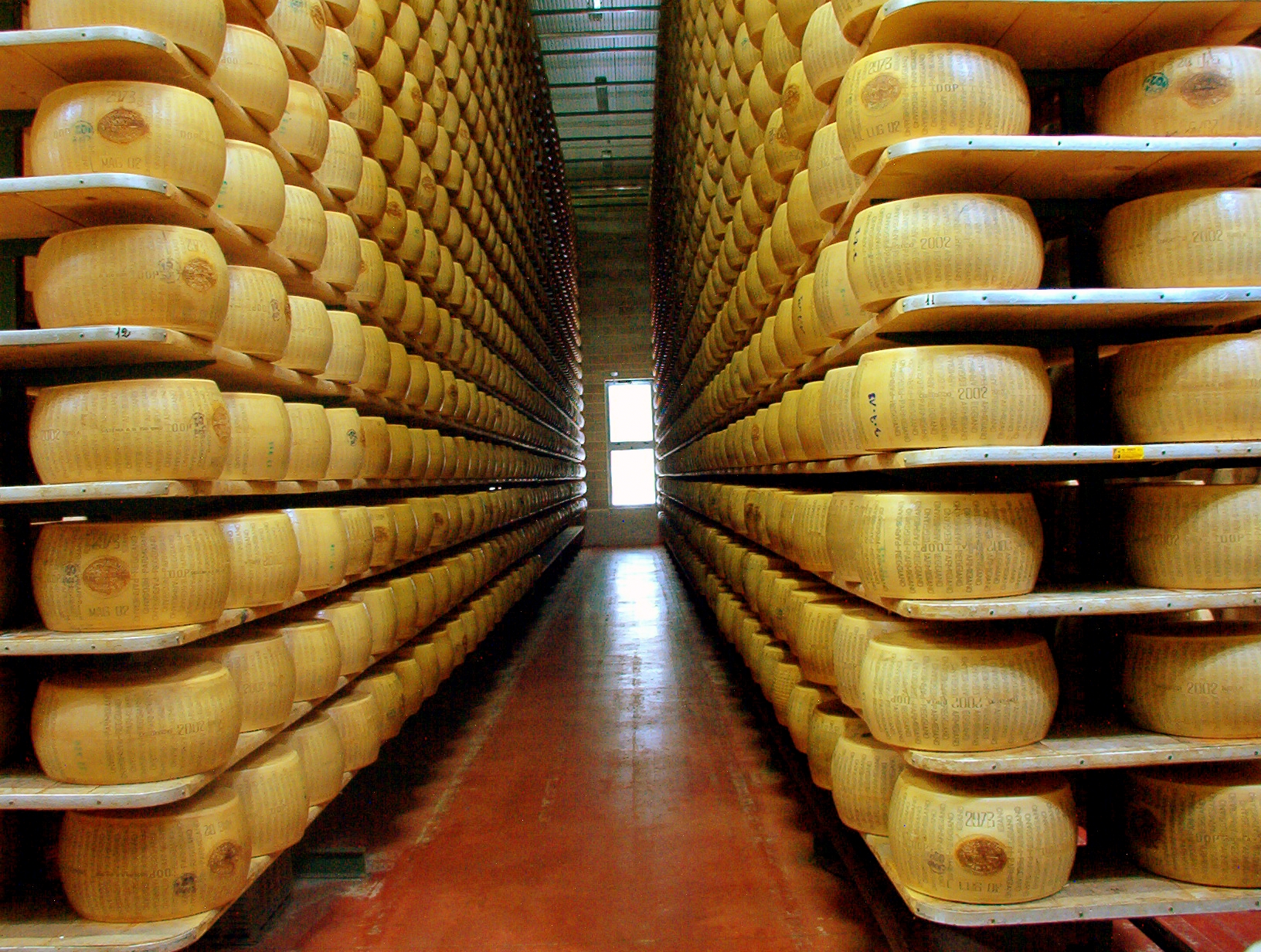
Fábrica de queijo Parmesão.

O queijo parmesão ralado, por seu sabor acentuado, é utilizado tipicamente no acompanhamento de massas, molho de tomate e em diversos tipos de panificação. É também um ingrediente essencial do risotto.

## Consumo
O parmesão é geralmente ralado em pratos de massa, adicionado a sopas e risotos, e comido sozinho. É frequentemente ralado em cima de outros pratos, como saladas. Pedaços e fatias das partes mais duras da crosta (também chamadas de casca) são por vezes adicionados a sopas, caldos e molhos para dar sabor. Também podem ser cozidos e comidos como petisco, se não tiverem cera, ou infundidos com azeite ou utilizados no cesto de uma panela a vapor para cozer legumes.

## Indústria
Todos os produtores de queijo Parmigiano Reggiano são membros do Consorzio del Formaggio Parmigiano Reggiano, fundado em 1928. Para além de estabelecer e fazer cumprir as normas DOP, o Consorzio patrocina também eventos de marketing.
Quando uma série de terramotos atingiu o norte de Itália em 2012, as prateleiras que armazenavam cerca de 12 milhões de quilogramas - ou mais de 300.000 rodelas - de parmesão foram derrubadas. Os prejuízos, que representam cerca de 10% da produção anual, foram estimados em cerca de 80 milhões de euros. O queijo retirado dos círculos danificados foi vendido para angariar fundos para as reparações. 
A partir de 2017, são produzidas anualmente cerca de 3,6 milhões de cabeças (aproximadamente 137 000 toneladas) de parmesão, que consome cerca de 18% de todo o leite produzido em Itália.
A maioria dos trabalhadores do sector leiteiro em Itália (bergamini) pertence à Confederação Geral Italiana do Trabalho. À medida que os trabalhadores mais velhos do sector leiteiro se reformam, os italianos mais jovens tendem a trabalhar em fábricas ou escritórios. Este papel foi assumido pelos imigrantes. Em 2015, 60 por cento dos trabalhadores da produção de parmesão eram imigrantes da Índia, quase todos sikhs.